# Def Jam: Icon
Def Jam: Icon är ett fightingspel som är uppföljaren till Def Jam: Fight for New York och meningen var att Def Jam-serien skulle ta steget in till de nya generationernas konsoler som Xbox 360 och Playstation 3. Precis som i tidigare spel finns hiphop-stjärnor med.

## Nyheter
Utvecklarna Electronic Arts gjorde om Def Jam till ett renodlat fightingspel istället för att fortsätta göra det som ett wrestlingspel. Spelet är unikt på det sättet att man använder sig av bakgrunden med hjälp av musiken. Vid en viss tidpunkt kommer eld ur marken på banan som utspelas på bensinmacken men inte hela tiden och där är det meningen att man ska använda musiken som hjälp. Med handkontrollen kan spelaren "scratcha" till det momentet där bakgrunden kan användas som hjälpmedel mot sin motståndare eller byta till en annan låt som man har memorerat.

## Fighters
Följande fighters finns med i spelet:
- Anthony Andersson, skådespelare
- Big Boi, medlem i Outkast
- Bun B
- E-40
- Fat Joe
- Ghostface Killah, medlem i Wu-Tang Clan
- James Hong, skådespelare
- Jim Jones
- Kano, brittisk rappare
- Kevin Liles
- Lil Jon
- Ludacris
- Method Man, medlem i Wu-Tang Clan
- Mike Jones
- Paul Wall
- K.D. Aubert, skådespelerska
- Redman
- Russell Simmons, skivbolagschef för Def Jam
- Sean Paul
- Sticky Fingaz
- Melyssa Ford, kanadensisk modell
- T.I.
- Tego Calderon, reggaeton-artist
- The Game
- Young Jeezy

## Recensioner
Hos amerikanska spelsidor som IGN och Game Rankings blev spelet väl mottaget. IGN gav spelet betyget 7,0 av 10 och lovordade soundtracket men kritiserade kontrollerna. De svenska speljournalisterna var dock mer eniga i sin kritik till Def Jam: Icon och kritiserade innehållet samt kontrollen som många beskrev som "usel" eller "horribel". Mycket av de låga betygen beror på spelkontrollen men både grafik och ljud har fått bra kritik.
- Gamereactor: 3 av 10 "Läckra miljöer men usel fighting och horribel spelkontroll"
- Level7: 4 av 10 "Grafiskt snyggt men fattigt på innehåll"
- Gamecore.se: 1 av 10 "Patetiskt, spel blir troligen inte mycket sämre än såhär"
- Gameplayer: 4 av 10 "Gillar man hiphop är detta grymt... till dess man försöker slåss"